# Línea 909 (Argentina)
La línea 909 de autobuses fue una línea de transporte automotor interprovincial que ofrecía servicios en el Alto Valle del Río Negro, conectando las ciudades de Neuquén y Cipolletti. Fue operada por la Empresa de Ómnibus Centenario SRL.

## Recorrido
Véase Línea 911.
Véase Línea 914.